# Loona (musikgrupp)
Loona (hangul: 이달의 소녀, RR: Idalui Sonyeo, lit. 'Månadens flicka'), även skrivet LOONA eller LOOΠΔ var en sydkoreansk tjejgrupp bildad 2016 av Blockberry Creative, dotterbolag till Polaris Entertainment, och upplöstes 2022.
Nya medlemmar introducerades till publiken (nästan) varje månad och så höll det på tills alla 12 medlemmar hade introducerats. Gruppen består av de 12 medlemmarna Heejin, Hyunjin, Haseul, Yeojin, Vivi, Kim Lip, Jinsoul, Choerry, Yves, Chuu, Go Won och Olivia Hye (Hyeju). Varje medlem har släppt ett självbetitlat singelalbum och en musikvideo. Loona har även tre undergrupper, Loona 1/3, Loona Odd Eye Circle och Loona yyxy. Hela gruppen debuterade i augusti 2018 med minialbumet [+ +].

## Historia

### 2016-2018: Före debut
Blockberry Creative meddelade den andra oktober 2016 genom Naver att de skulle debutera med sin första grupp genom ett 18-månaders långt projekt före officiell debut.
Mellan oktober 2016 och januari 2017 blev fyra medlemmar avslöjade varje månad och släppte sitt eget singelalbum med en musikvideo, Heejin, Hyunjin, Haseul och Yeojin. Efter detta blev gruppens första undergrupp introducerad, Loona 1/3 bestående av tre tidigare avslöjade medlemmar Heejin, Hyunjin, Haseul och den nya medlemmen Vivi. De släppte gruppens första album Love & Live och musikvideon till ledsingel av samma namn den 13 mars 2017, samt nyutgåvan Love & Evil den 27 april 2017 tillsammans med musikvideon till ledsingeln "Sonatine".
Mellan april 2017 och juli 2017 introducerades fyra medlemmar till, Vivi, Kim Lip, Jinsoul och Choerry i samma mönster som tidigare.
Gruppens andra undergrupp, Loona Odd Eye Circle, bestående av medlemmarna Kim Lip, Jinsoul och Choerry släppte sitt första album Mix & Match med en musikvideo till ledsingeln "Girl front" den 20 september 2017. Nyutgåvan med namnet Max & Match släpptes den 20 oktober 2017. Musikvideon till låten "Sweet Crazy Love" släpptes samma dag.
Medlemmarna Yves, Chuu och Go Won introducerades i samma mönster mellan november 2017 och januari 2018. I mars 2018 släpptes gruppens sista soloalbum för den sista medlemmen, Olivia Hye. De fyra sista medlemmarna bildade gruppens tredje undergrupp, Loona yyxy. De släppte sitt första album beauty&thebeat med en musikvideo till ledsingeln "love4eva" (Feat. Grimes) den 30 maj 2018 .

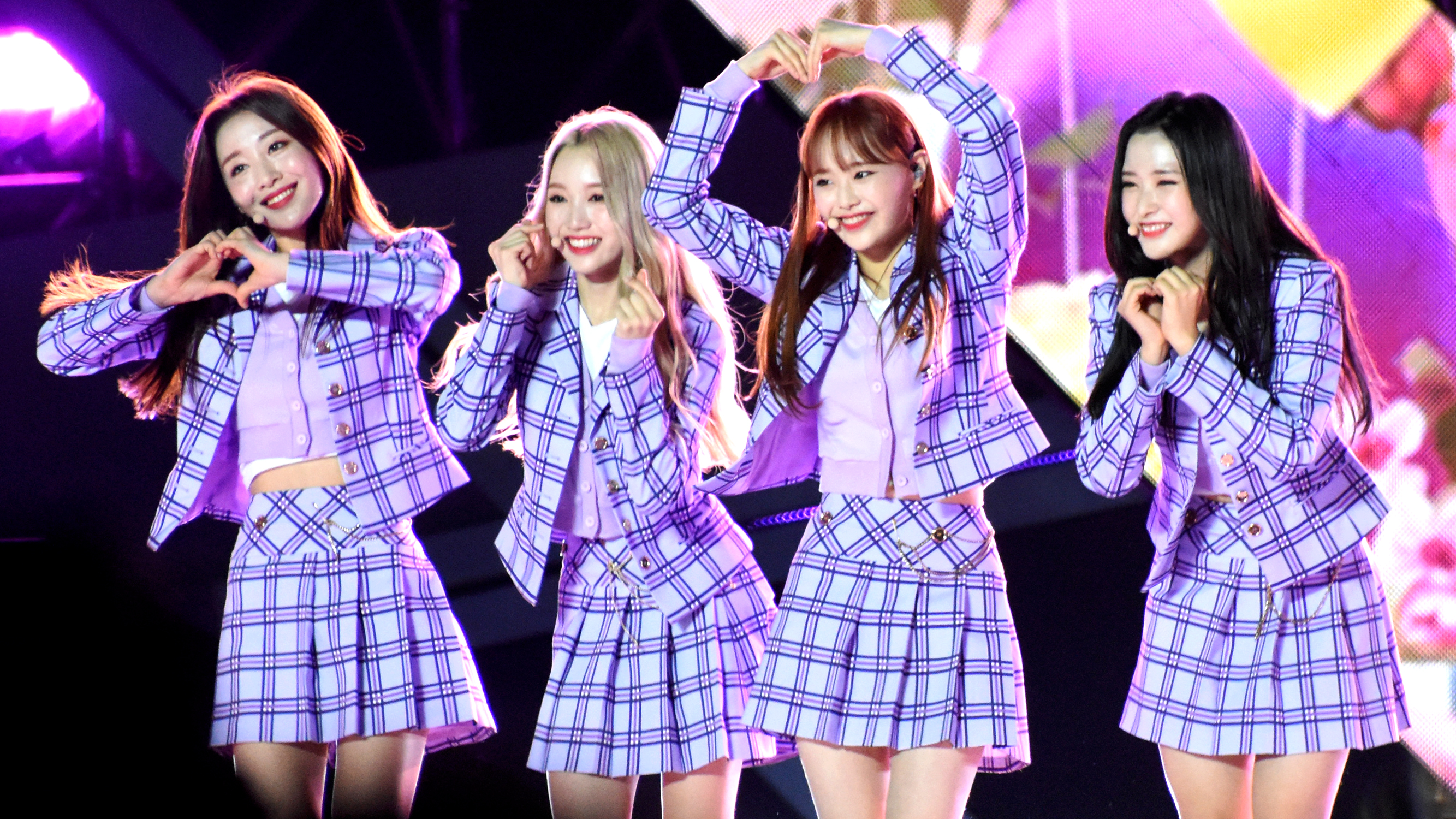
Loona yyxy

### 2018-Nutid: Debut

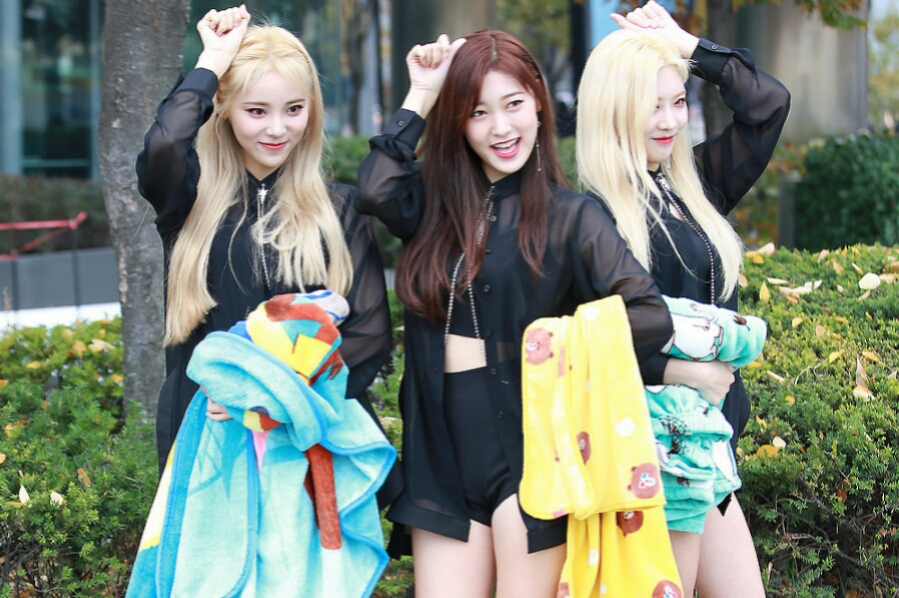
Loona Odd Eye Circle

Den 7 augusti 2018 släppte gruppen sin första ledsingel tillsammans kallad "favOriTe" till minialbumet [+ +], deras debut som en full grupp. Den 20 augusti 2018 släpptes minialbumet tillsammans med den andra singeln "Hi High".

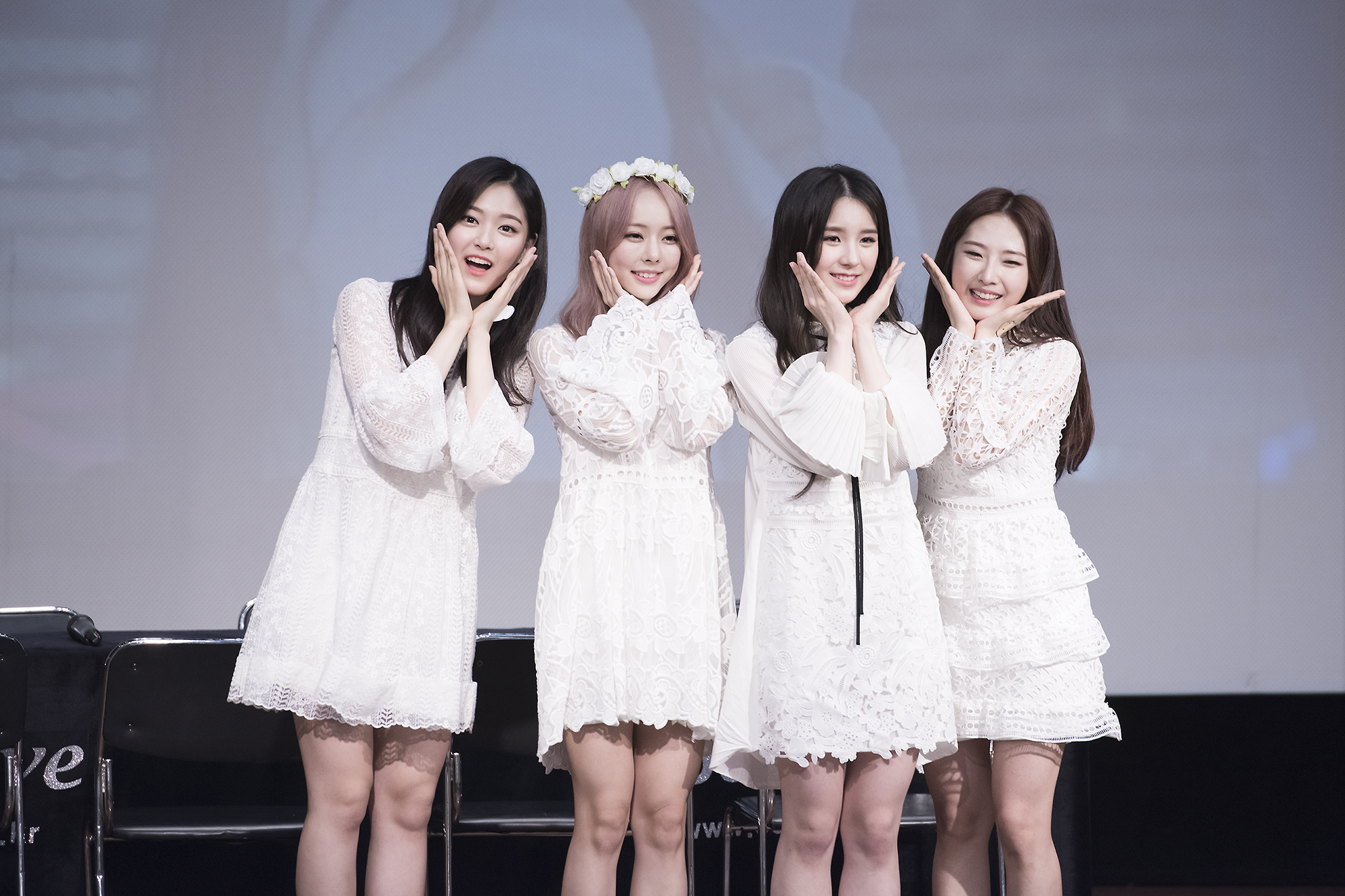
Loona 1/3

## Medlemmar
| Artistnamn   | Artistnamn | Födelsenamn   | Födelsenamn  | Födelsedatum     |
| Romanisering | Hangul     | Romanisering  | Hangul/Hanja | Födelsedatum     |
| ------------ | ---------- | ------------- | ------------ | ---------------- |
| Heejin       | 희진       | Jeon Heejin   | 전희진       | 19 oktober 2000  |
| Hyunjin      | 현진       | Kim Hyunjin   | 김현진       | 15 november 2000 |
| Haseul       | 하슬       | Cho Haseul    | 조하슬       | 18 augusti 1997  |
| Yeojin       | 여진       | Im Yeojin     | 임여진       | 11 november 2002 |
| Vivi         | 비비       | Wong Kahei    | 黃珈熙       | 9 december 1996  |
| Kim Lip      | 김립       | Kim Jungeun   | 김정은       | 10 februari 1999 |
| Jinsoul      | 진솔       | Jeong Jinsoul | 정진솔       | 13 juni 1997     |
| Choerry      | 최리       | Choi Yerim    | 최예림       | 4 juni 2001      |
| Yves         | 이브       | Ha Sooyoung   | 하수영       | 24 maj 1997      |
| Chuu         | 츄         | Kim Jiwoo     | 김지우       | 20 oktober 1999  |
| Go Won       | 고원       | Park Chaewon  | 박채원       | 19 november 2000 |
| Olivia Hye   | 올리비아혜 | Son Hyeju     | 손혜주       | 13 november 2001 |

## Diskografi
Ep släppta på Blockberry Creative, CJ E&M som CD, digital nedladdning:
| Titel                                            | Album detaljer                                | Högsta positioner | Högsta positioner | Sålt                       |
| Titel                                            | Album detaljer                                | KOR               | USWorld           | Sålt                       |
| Före debut                                       | Före debut                                    | Före debut        | Före debut        | Före debut                 |
| ------------------------------------------------ | --------------------------------------------- | ----------------- | ----------------- | -------------------------- |
| Love & Live (Loona 1/3)                          | - Släppt: 13 mars 2017                        | 10                | —                 | - KOR: 4,919+              |
| Love & Live (Loona 1/3)                          | - Åter släppt den 27 april 2017 (Love & Evil) | 26                | —                 | - KOR: 4,919+              |
| Mix & Match (Loona Odd Eye Circle)               | - Släppt: 21 september 2017                   | 16                | 10                | - KOR: 4,842+              |
| Mix & Match (Loona Odd Eye Circle)               | - Åter släppt 31 oktober 2017 (Max & Match)   | 22                | 11                | - KOR: 4,842+              |
| beauty&thebeat (Loona yyxy)                      | - Släppt: 30 maj 2018                         | 4                 | 6                 | - KOR: 18,138+             |
| Efter debut                                      |                                               |                   |                   |                            |
| [+ +]                                            | - Släppt: 20 augusti 2018                     | 2                 | 4                 | - KOR: 50,840+ - US: 1000+ |
| [x x]                                            | - Släppt: 19 februari 2019                    | 3                 | 4                 | - KOR: 26,563+ - US: 2000+ |
| [#]                                              | - Släppt: 5 februari 2020                     | 2                 | 4                 | - KOR: 80,208 - US: 3,000  |
| "—" betyder att albumet inte fått någon position |                                               |                   |                   |                            |

## Priser och nomineringar i urval

### MTV Europe Music Awards
| År   | Pris                        | Mottagare | Resultat |
| ---- | --------------------------- | --------- | -------- |
| 2018 | Bästa Koreanska Artist/Band | Loona     | Vann     |